# Polilogismo
O polilogismo (do grego poly 'muitos' + logos ' lógica ') é a crença de que diferentes grupos de pessoas raciocinam de forma fundamentalmente diferente. . O termo é atribuído a Ludwig von Mises, que afirmou que descrevia o marxismo e outras filosofias sociais. No sentido Misesiano do termo, um polilogista atribui diferentes formas de "lógica" a diferentes grupos, que podem incluir grupos definidos por raça, gênero, classe ou época.

## Tipos de polilogismo
De acordo com polilogistas, grupos diferentes pensam de maneira fundamentalmente distinta — usam "lógicas" diferentes para inferência dedutiva. O polilogismo normativo é a afirmação de que essas diferentes lógicas são igualmente válidas. O polilogismo descritivo é uma afirmação empírica sobre diferentes grupos, mas não necessariamente atribui a mesma validade a diferentes "lógicas". Ou seja, um polilogista descritivo pode insistir em uma lógica dedutiva universalmente válida mas ao mesmo tempo —por uma questão de odem empírica — afirmar que alguns grupos usam estratégias de raciocínio diferentes (incorretas).

### Lógica proletária
O termo lógica proletária é por vezes visto como prova do polilogismo. O termo é geralmente atribuído a Joseph Dietzgen em sua Décima Primeira Carta sobre lógica. Dietzgen é o agora esquecido filosófico monista do século 19 que cunhou o termo materialismo dialético e foi elogiado por figuras comunistas como Karl Marx e VIadimir Lenin. Seu trabalho recebeu atenção moderna principalmente do filósofo Bertell Ollman. Como monista, Dietzgen insiste em um tratamento unificado da mente e da matéria. Como diz Simon Boxley, para Dietzgen "o pensamento é um evento tão material quanto qualquer outro". Isso significa que a lógica também tem um fundamento material.

### Polilogismo racial
O polilogismo racial é frequentemente associado à era nazista. Exemplos modernos de suposto polilogismo racial atualmente são possíveis de encontrar, mas geralmente são falsos. Por exemplo, a juíza da Suprema Corte dos EUA, Sonia Sotomayor, foi acusada de polilogismo racial por afirmar que uma "latina sábia" poderia chegar a conclusões jurídicas diferentes de um homem branco. Embora seja geralmente aceite que a experiência de vida pode influenciar a capacidade de entender as implicações práticas de um argumento jurídico, foi sugerido que Sotomayor concordava com a ideia de que as latinas têm uma "lógica" única.  